# Русудан Багратиони (съпруга на Мануил Комнин)
Вижте пояснителната страница за други личности с името Русудан Багратиони.
Вижте пояснителната страница за други личности с името Русудан.
Русудан (на грузински: რუსუდანი; на гръцки: Ρουςουδάν) е грузинска принцеса, най-малка дъщеря на грузинаския цар Георги III и царица Бурдухан.

## Биография
Русудан е родена около 1158 – 1160 г. Тя е по-малка сестра на грузинската царица Тамара. Около 1180 г. Русудан е омъжена за Мануил Комнин, най-голям син на император Андроник I Комнин (1183 – 1185).
Мануил и Русудан имат двама сина:
- Алексий Комнин (роден 1182)
- Давид Комнин (роден 1184)

През 1185 г. император Андроник I е детрониран и убит, а съпругът на Русудан е ослепен и вероятно умира, тъй като името му престава да се споменава в историческите документи. Русудан успява да избяга от Константинопол, отвеждайки със себе си и синовете си. Вероятно тя се установява в провинция Понт или се завръща в Грузия.
Когато латините превземат Константинопол през 1204 г. и унищожават Византийската империя, с помощта на грузински войски синовете на Русудан успяват да завладеят провинция Понт и основават т.нар. Трапезундска империя, една от ромейските държавици, които се обявяват за наследници на Византия.
|  | Тази страница частично или изцяло представлява превод на страницата Rusudan, daughter of Giorgi III of Georgia в Уикипедия на английски. Оригиналният текст, както и този превод, са защитени от Лиценза „Криейтив Комънс – Признание – Споделяне на споделеното“, а за съдържание, създадено преди юни 2009 година – от Лиценза за свободна документация на ГНУ. Прегледайте историята на редакциите на оригиналната страница, както и на преводната страница, за да видите списъка на съавторите. ВАЖНО: Този шаблон се отнася единствено до авторските права върху съдържанието на статията. Добавянето му не отменя изискването да се посочват конкретни източници на твърденията, които да бъдат благонадеждни. |